# God of War: Chains of Olympus
God of War: Chains of Olympus es un videojuego de acción y aventura de hack and slash desarrollado por Ready at Dawn y publicado por Sony Computer Entertainment (SCE). El juego se lanzó por primera vez para la videoconsola portátil PlayStation Portable (PSP) el 4 de marzo de 2008. Es la segunda entrada derivada de la serie God of War, el cuarto juego en general, y tiene lugar entre el título de 2013 God of War: Ascension y el God of War original. Se basa libremente en la mitología griega y está ambientada en la antigua Grecia, con la venganza como motivo central. El jugador controla a Kratos, un guerrero espartano que sirve a los dioses olímpicos. Kratos es guiado por la diosa Atenea, quien le indica que encuentre al Dios Sol Helios, ya que el Dios del Sueño Morfeo ha hecho que muchos de los dioses se duerman en ausencia de Helios. Con el poder del Sol y la ayuda del Titán Atlas, Morfeo y la Reina del Inframundo Perséfone pretenden destruir el Pilar del Mundo y a su vez el Olimpo.
La jugabilidad es similar a las entregas anteriores, con un enfoque en el combate basado en combos, logrado a través del arma principal del jugador, las Espadas del Caos, y armas secundarias adquiridas a lo largo del juego. Cuenta con eventos de tiempo rápido que requieren que el jugador complete acciones del controlador del juego en una secuencia cronometrada para derrotar a enemigos y jefes más fuertes. El jugador puede usar hasta tres ataques mágicos como opciones de combate alternativas. El juego también presenta rompecabezas y elementos de plataformas. El esquema de control de la serie se reconfiguró para compensar la menor cantidad de botones en la PSP en comparación con el controlador de PlayStation 2; Las soluciones de Ready at Dawn para los controles fueron elogiadas por los críticos.
Chains of Olympus, que debutó en el puesto número 5 de las listas norteamericanas, logró la puntuación compuesta más alta para un título de PSP de Metacritic y GameRankings. 1UP declaró que el juego es "una obra maestra técnica para Sony, y posiblemente el juego más atractivo del sistema". Ganó varios premios, incluidos "Mejor juego de acción de PSP", "Mejor tecnología gráfica" y "Mejor uso del sonido". En septiembre de 2010, GamePro nombró a Chains of Olympus como el mejor juego de PSP. En junio de 2012, el juego había vendido 3,2 millones de copias en todo el mundo, lo que lo convertía en el cuarto juego de PlayStation Portable más vendido de todos los tiempos. Junto con God of War: Ghost of Sparta, Chains of Olympus fue remasterizado y lanzado el 13 de septiembre de 2011, como parte de God of War: Origins Collection para PlayStation 3 (PS3). La versión remasterizada se incluyó en God of War Saga lanzada el 28 de agosto de 2012, también para PlayStation 3.

## Jugabilidad
Véase también: Elementos de juego comunes en la serie God of War
God of War: Chains of Olympus es un videojuego de un solo jugador en tercera persona visto desde una perspectiva de cámara fija. El jugador controla al personaje Kratos en elementos combinados de combate, plataformas y juegos de rompecabezas, y lucha contra enemigos que provienen principalmente de la mitología griega, incluidos cíclopes, gorgonas, sátiros, harpías, minotauros, hoplitas y esfinges. La Bestia de Morfeo, las sombras, las banshees, los guardias de fuego, los centinelas de fuego, los guardias de Hiperión y los caballeros de la muerte se crearon específicamente para el juego. Los elementos de plataformas requieren que el jugador escale paredes, salte a través de abismos, se balancee en cuerdas y se equilibre a través de vigas para avanzar a través de secciones del juego. Algunos acertijos son simples, como mover una caja para que el jugador pueda usarla como punto de partida para acceder a un camino inalcanzable con un salto normal, pero otros son más complejos, como encontrar varios elementos en diferentes áreas del juego para desbloquear una puerta.

### Combate
El arma principal de Kratos son las Espadas del Caos: un par de hojas unidas a cadenas que se envuelven alrededor de las muñecas y los antebrazos del personaje. En el juego, las hojas se pueden balancear ofensivamente en varias maniobras. A medida que avanza el juego, Kratos adquiere nuevas armas, el Escudo del Sol y el Guantelete de Zeus, que ofrecen opciones de combate alternativas. Kratos solo aprende tres habilidades mágicas, a diferencia de las cuatro de las entregas anteriores, que incluyen Ifrit, Luz del Amanecer e Ira de Caronte, lo que le brinda una variedad de formas de atacar y matar enemigos. Adquiere la reliquia Lanza de Tritón, similar al Tridente de Poseidón en God of War, que le permite respirar bajo el agua; una habilidad necesaria ya que partes del juego requieren largos períodos de tiempo allí.
El modo de desafío en este juego se llama Desafío de Hades (cinco pruebas) y requiere que los jugadores completen una serie de tareas específicas (por ejemplo, Quemar 50 soldados con el Ifrit). Se desbloquea al completar el juego. El jugador puede desbloquear disfraces adicionales para Kratos, videos detrás de escena y arte conceptual de los personajes y entornos, como recompensas. Completar cada uno de los niveles de dificultad del juego desbloquea recompensas adicionales.

## Sinopsis

### Escenario
Al igual que con los juegos anteriores de la franquicia God of War, God of War: Chains of Olympus se desarrolla en una versión alternativa de la antigua Grecia, poblada por los dioses del Olimpo, los titanes y otros seres de la mitología griega. A excepción de los flashbacks, los eventos se sitúan entre los de los juegos Ascension (2013) y God of War (2005). Se exploran varios lugares, incluidos los lugares del mundo real de las antiguas ciudades de Ática y Maratón, este último incluye escenarios ficticios del Templo de Helios y las Cuevas del Olimpo, y varios otros lugares ficticios, incluido el Inframundo, que presenta escenas en el Río Estigia, Tártaro, los Campos del Elíseo y el Templo de Perséfone.
Ática es una ciudad devastada por la guerra bajo el asalto del Imperio Persa y su mascota basilisco, y es el sitio de la última batalla de Euribiades. La ciudad de Maratón está cubierta por la niebla negra del Dios del Sueño, Morfeo. Un poco más allá de la ciudad está el Templo de Helios, que se encuentra sobre el Carro del Sol, que se ha desplomado a la Tierra en ausencia de Helios. Bóreas, Céfiro, Euro y Notos, dioses de los vientos del norte, oeste, este y sur, respectivamente, residen en el templo y guían el carro. Las Cuevas del Olimpo es una caverna debajo del Monte Olimpo y alberga a la diosa Eos, los Fuegos Primordiales y una estatua de Tritón. El Inframundo es el reino subterráneo de los muertos y alberga al río Estigia y al barquero de los muertos, Caronte. Tártaro es la prisión de los muertos y los Titanes donde está encadenado el enorme Titán Hiperión. Los Campos del Elíseo son el hogar de almas meritorias que deambulan en paz y están dominados por el Templo de Perséfone.

### Personajes
El protagonista del juego es Kratos (con la voz de Terrence C. Carson), un excapitán del ejército de Esparta y una vez sirviente del dios de la guerra, Ares. Ahora sirve a los otros dioses olímpicos con la esperanza de que lo liberen de sus pesadillas. Otros personajes incluyen a la mentora y aliada de Kratos, Atenea (Erin Torpey), la Diosa de la Sabiduría; Eos (Erin Torpey), la diosa del amanecer y hermana de Helios; Perséfone (Marina Gordon), la Reina del Inframundo y principal antagonista; y Atlas (Fred Tatasciore), un titán de cuatro brazos encarcelado en el Tártaro después de la Gran Guerra. La hija fallecida de Kratos, Calíope (Debi Derryberry), se reúne brevemente con él en los Campos Elíseos y su esposa Lisandra aparece en un flashback. Los personajes secundarios incluyen a Helios (Dwight Schultz), el dios del sol capturado; Caronte (Dwight Schultz), el barquero del inframundo; y el rey persa (Fred Tatasciore), líder de las fuerzas persas que atacan Ática. El Dios de los Sueños, Morfeo, es un personaje invisible que afecta la trama.

### Trama
Durante los diez años de servicio de Kratos a los dioses del Olimpo, es enviado a la ciudad de Ática para ayudar a defenderla del ejército persa invasor. Después de matar con éxito al rey persa, diezmar a su ejército y matar a su mascota basilisco, Kratos observa la caída del sol del cielo, sumiendo al mundo en la oscuridad. Mientras se abre camino a través de la ciudad de Maratón, el espartano es testigo de cómo la niebla negra del olímpico Morfeo cubre la tierra. Escucha una melodía de flauta inquietante, que reconoce como una melodía que una vez tocó su difunta hija Calíope. Al encontrar el Templo de Helios, Kratos se entera de Atenea que Morfeo ha provocado que muchos de los dioses caigan en un sueño profundo debido a la ausencia de luz. Antes de sucumbir al sueño, Atenea le pide a Kratos que encuentre a Helios, lo devuelva al cielo y rompa el dominio de Morfeo sobre el mundo. El Espartano finalmente localiza a la hermana de Helios, Eos, quien le dice a Kratos que el Titán Atlas ha secuestrado a su hermano. Eos le aconseja a Kratos que busque los Fuegos primordiales, que usa para despertar a los corceles de fuego de Helios. Los corceles llevan al Espartano al inframundo, donde tiene dos encuentros con Caronte en el río Estigia. Aunque Caronte inicialmente derrota a Kratos y lo destierra al Tártaro, el espartano regresa y destruye al barquero.
Después de localizar el Templo de Perséfone y enfrentarse a la Reina del Inframundo, Kratos tiene una opción: renunciar a su poder y estar con su hija fallecida (a costa de la humanidad) o continuar con su misión. Kratos sacrifica sus armas y poder para reunirse con su hija, pero descubre que Perséfone está amargada por la traición de Zeus y su encarcelamiento en el inframundo con su esposo Hades. Mientras estaba distraído por su reunión con Calíope, el aliado de Perséfone, Atlas, estaba usando el poder del secuestrado Helios para destruir el Pilar del Mundo, lo que también acabaría con el Olimpo. Como la destrucción resultante del Pilar también hará que las almas del Inframundo, incluida Calíope, se pierdan, Kratos abandona a su hija para siempre para salvar su vida. Retomando su poder, Kratos lucha contra Perséfone y Atlas, uniendo al Titán al Pilar antes de matar a la diosa. Aunque victorioso, Perséfone le advierte que su sufrimiento nunca terminará. Atlas, obligado a sostener el peso del mundo sobre sus hombros por la eternidad, también advierte a Kratos que finalmente se arrepentirá de haber ayudado a los dioses y que él y Atlas se encontrarán nuevamente. Kratos luego monta el Carro Solar de regreso al mundo de los mortales y hacia el cielo mientras Morfeo se retira.
En una escena poscréditos, Kratos todavía está montando el carro de Helios de regreso al cielo y después de ver el regreso del Sol, Kratos pierde el conocimiento por el esfuerzo y cae en picado al suelo. En el último momento, Kratos es salvado por Atenea y Helios, y Atenea le dice a Helios que "vivirá".

## Desarrollo
El desarrollador de juegos Ready at Dawn presentó la idea de un juego de God of War para PlayStation Portable a Santa Monica Studio poco después del lanzamiento del God of War original. En febrero de 2007, Ready at Dawn publicó un adelanto con "Coming Soon" en la fuente God of War. Un editor de 1UP obtuvo una copia temprana de God of War II y publicó el manual de instrucciones del juego, con un adelanto de una página con "PSP" en el símbolo Omega y que decía "Próximamente en 2007". El 12 de marzo de 2007, se lanzó God of War II en Metreon: el director del juego God of War II, Cory Barlog, confirmó oficialmente el desarrollo de Chains of Olympus y afirmó: "Es su propia historia la que se conecta con la historia general. God of War, God of War II, y luego, si todas las estrellas se alinean, God of War III será la narración de una trilogía. Esta historia de PSP se desarrollará aún más". En abril se lanzó un avance inicial de Chains of Olympus. El 25 de enero de 2007, coincidiendo con el anuncio de una demostración en UMD, el medio de disco óptico para PSP. El tráiler está narrado por la actriz de voz Linda Hunt.
God of War: Chains of Olympus utiliza un motor interno patentado conocido como el motor Ready at Dawn, que amplió el motor creado para su juego anterior, Daxter (2006), para incluir un simulador de fluidos y telas. El sistema de cámara se modificó para adaptarse a la cámara cinemática fija para el juego de God of War, y el sistema de iluminación se modificó para ayudar a presentar gráficos realistas. El juego se diseñó originalmente para el procesador restringido de 222 megahercios (MHz) de PlayStation Portable. Ready at Dawn contactó repetidamente a Sony con respecto al aumento de la velocidad del reloj de la PSP debido a la diferencia con el juego y había desarrollado una versión del juego con mayor velocidad. Sony lanzó una actualización de firmware que permitió que los juegos usaran el procesador completo de 333 MHz. El procesador más rápido permitió efectos de sangre, efectos de iluminación y sombras más realistas, así como una inteligencia enemiga mejorada. Sin embargo, la actualización redujo notablemente la duración de la batería. Después de la finalización del juego, el director del juego, Ru Weerasuriya, declaró que las opciones multijugador y otros acertijos, personajes y diálogos debían eliminarse debido a limitaciones de tiempo.

### Audio
Dos de los actores de doblaje regresaron de las entregas anteriores para repetir sus papeles, que fueron Terrence C. Carson y Linda Hunt, quienes expresaron a Kratos y al narrador respectivamente. Erin Torpey adoptó los roles duales de Atenea y Eos. Fred Tatasciore, quien prestó su voz a diferentes personajes en entregas anteriores, regresó y, en este juego, prestó su voz tanto a Atlas como al rey persa. Carole Ruggier y Michael Clarke Duncan no volvieron a retomar sus papeles, que eran Atenea y Atlas respectivamente. El actor de voz Dwight Schultz expresó tanto a Caronte como a Helios; Debi Derryberry expresó a Calliope y continuó con este papel en una entrega posterior; y Marina Gordon proporcionó la voz de Perséfone. Brian Kimmet, Don Luce y Andrew Wheeler proporcionaron las voces de varios personajes secundarios y Keythe Farley fue el director de voz.
La banda sonora fue compuesta por Gerard K. Marino, pero nunca fue lanzada comercialmente. Después del lanzamiento del disco de demostración, Ready at Dawn ofreció a los clientes de pedidos anticipados una pista de música en disco titulada "Battle of Attica". El compositor Gerard Marino declaró que era la primera pista escrita para el juego, basada en arte conceptual y capturas de pantalla. Marino compuso aproximadamente trece minutos de música para el juego y reelaboró otra música de títulos anteriores. Se incluyen tres pistas de la banda sonora como bonus tracks en la banda sonora de God of War: Ghost of Sparta.

## Lanzamiento
El disco de demostración, titulado oficialmente God of War: Chains of Olympus - Special Edition: Battle of Attica, fue lanzado el 27 de septiembre de 2007. En la demostración, Kratos lucha contra soldados persas y un basilisco gigante. La demostración avanza a través de la ciudad de Ática mientras Kratos persigue al basilisco, culminando con Kratos luchando contra el rey persa. El disco también incluía un video del desarrollador y un acollador con la forma de la letra griega Omega. Tras el lanzamiento de la demostración, se puso a disposición una versión descargable a través de PlayStation Store en las regiones de América del Norte y Europa. Debido al retraso del juego, Ready at Dawn ofreció una versión de "edición especial" de la demostración a los clientes que hicieron pedidos anticipados, y un desarrollador de Ready at Dawn afirmó que la preparación del disco de demostración especial tomó hasta el 40% del tiempo de producción del equipo.
God of War: Chains of Olympus estaba originalmente programado para ser lanzado durante el cuarto trimestre de 2007, pero fue reprogramado y lanzado el 4 de marzo de 2008 en América del Norte, el 27 de marzo en Australia, 28 de marzo en Europa, y 10 de julio en Japón, donde fue publicado por Capcom. El juego fue un éxito comercial, debutando en el n.º 5 en las listas norteamericanas con 340 500 copias vendidas en el primer mes. El juego se relanzó en Europa el 17 de octubre de 2008, como parte de la gama Platinum de Sony, y también se relanzó en Japón y Norteamérica en abril de 2009 bajo las etiquetas Best Price de Capcom y Greatest Hits de Sony, respectivamente. Estuvo disponible para su descarga desde PlayStation Store el 30 de septiembre de 2009 en Norteamérica, el 1 de octubre en Europa y el 11 de noviembre de 2010 en Japón. Sony lanzó un paquete de edición limitada solo en Norteamérica, el 3 de junio de 2008. El paquete incluía el juego, un UMD de la película Superbad de 2007, un cupón para el título de PSP Syphon Filter: Combat Ops y una edición roja de la consola impresa con una imagen de la cara de Kratos en la parte trasera. Hasta junio de 2012, Chains of Olympus ha vendido más de 3,2 millones de copias en todo el mundo.
Junto con God of War: Ghost of Sparta, el juego se lanzó para PlayStation 3 como parte de God of War: Origins Collection (llamado God of War Collection - Volume II en Europa) el 13 de septiembre de 2011 en Norteamérica. 16 de septiembre en Europa, 29 de septiembre en Australia y 6 de octubre en Japón. La colección es un port remasterizado de ambos juegos para el hardware de PS3, con características que incluyen resolución de alta definición, 3D estereoscópico, gráficos suavizados bloqueados a 60 cuadros por segundo, función de vibración DualShock 3 y trofeos de PlayStation 3. God of War: Origins Collection y las versiones de prueba completas de sus dos juegos también se lanzaron para su descarga en PlayStation Store el 13 de septiembre de 2011 en Norteamérica. Para junio de 2012, la colección había vendido 711737 copias en todo el mundo. El 28 de agosto de 2012, God of War Collection, God of War III y Origins Collection se lanzaron como parte de God of War Saga bajo la línea PlayStation Collections de Sony para PlayStation 3 en Norteamérica.

## Recepción
God of War: Chains of Olympus recibió "aclamación universal", según el agregador de reseñas Metacritic, logrando la puntuación compuesta más alta para un título de PlayStation Portable. Matt Leone de 1UP afirmó que Chains of Olympus es "una obra maestra técnica para Sony y posiblemente el juego más atractivo del sistema". Robert Falcon de Modojo.com elogió de manera similar la presentación, calificándola de "una maravilla absoluta, el pináculo del desarrollo de PSP". También elogió los efectos visuales como "absolutamente impresionantes" y que "el juego se mueve maravillosamente en todo momento, con muy poca pérdida de detalles o velocidad". Sin embargo, Jonathan Hunt de G4 dijo que "ocasionalmente sufre de desgarros de pantalla y caídas de velocidad de fotogramas".
Varios revisores elogiaron la solución de Ready at Dawn para los controles y la jugabilidad. Debido a que el controlador de PlayStation 2 (PS2) tiene dos palancas analógicas y la PSP solo tiene una, GamePro declaró que "la falta de una segunda palanca analógica podría haber sido problemática, pero no lo es". Modojo.com afirmó de manera similar que a pesar de la falta de un segundo dispositivo analógico, "Kratos se maneja magníficamente en la PSP" y que el arma y los ataques mágicos están "trazados perfectamente alrededor de la configuración de control de la PSP". Chris Roper de IGN incluso afirmó que el esquema de control "funciona mejor que en la PS2". Roper afirmó además que Ready at Dawn "ha hecho un trabajo estelar al mantener intacto el conjunto de movimientos de Kratos", afirmando que "el combate es extremadamente sensible". Matt Leone de 1UP elogió de manera similar la solución de los desarrolladores para el esquema de control, así como el ritmo "fantástico" del juego. Sin embargo, GamePro criticó la relativa falta de variedad de enemigos. Los acertijos fueron criticados y G4 afirmó que algunos "son enloquecedoramente difíciles de resolver", mientras que Aaron Thomas de GameSpot notó la falta de acertijos y afirmó que "podría haber usado más". GamePro también criticó el hecho de que "todavía tienes que cargar cajas para resolver acertijos ambientales". Kristan Reed de Eurogamer también criticó a Ready at Dawn por eliminar algunos rompecabezas, así como eliminar el juego cooperativo, el modo multijugador, el diálogo y los personajes.
GameSpot e IGN criticaron la corta duración y las mínimas peleas contra jefes, aunque GamePro afirmó que tiene "la misma sensación épica" que las entregas anteriores y afirmó que si fuera el único título de God of War, "seguiría en pie por sus propios méritos". Cheat Code Central afirmó que Chains of Olympus es "uno de los mejores juegos jamás creados para PSP". Afirmaron que es "definitivamente un juego de compra obligada para todos los fanáticos actuales" y que "tiene todo lo que esperas de God of War, solo en un pequeño disco y en una pantalla más pequeña". GameTrailers continuó elogiando la rejugabilidad por ser capaz de "traer sus métodos de destrucción mejorados con usted".

### Premios y reconocimientos
En los premios Best of 2008 de IGN, Chains of Olympus recibió los premios por "Mejor juego de acción de PSP", "Mejor tecnología gráfica" y "Mejor uso del sonido". En los mejores juegos de GameSpot de 2008, recibió el "Premio a la elección de los lectores". Diehard GameFAN lo otorgó como "Mejor juego de PSP" de 2008. En los Spike Video Game Awards de 2008, fue nominado a "Mejor juego portátil". Fue el "Juego de PSP del año" de Metacritic en 2008. En septiembre de 2010, GamePro nombró a God of War: Chains of Olympus como el mejor juego de PSP.

## Otras lecturas
- Ready at Dawn, ed. (2008). God of War: Chains of Olympus (Manual de instrucciones). Sony Computer Entertainment.